# Стивен Пресфилд
Стивен Пресфилд (енгл. Steven Pressfield; Порт ов Спејн, септембар 1943) је амерички писац, углавном историјских романа, и аутор филмова.

## Биографија
Рођен је у Порт ов Спејну (енгл. Port of Spain) у Тринидаду. Дипломирао је на универзитету Дјук (енгл. Duke University) 1965. године.
Године 1966. постаје члан Маринаца (енгл. Marine Corps). Током живота радио као професор, возач трактора, чувар менталне болнице, магационер воћа у Вашингтону, итд. Његове борбе за то да постане писац, укључујући и период када је био бескућник и живео напољу на задњем седишту аутомобила, детаљно су описане у његовој књизи Рат уметности (енгл. The War of Art). Пресфилдова прва књига је Легенда о Багеру Венсу објављена је 1995. године, по којој је 2000. године снимљен филм. Филм је снимљен у режији Роберта Редфорда(енгл. Robert Redford), а неке од главних улога тумаче Вил Смит (енгл. Will Smith), Шарлиз Терон(енгл. Charlize Theron) и Мет Демон (енгл. Matt Damon).Његова друга, а уједно и најпознатија књига јесте Огњена капија (енгл. Gates of Fire) која је објављена 1998. године. Књига говори о Термопилској битци и о Спартанцима и њиховом краљу Леониди.
Огњена капија званично је уврштена у обавезну литературу за студенте Војне Академије Сједињених Држава и Војни институт у Вирџинији. У септембру 2003. Спарта (данас сасвим мало насеље на месту некадашње Леонидине краљевине) проглашава Стивена Пресфилда својим почасним грађанином. Стивен Пресфилд је, такође, предавао и на Америчком војном универзитету (енгл. U.S. Millitary Academy) као и у Основној Маринској школи (енгл. Marine Corps Basic School) у Квантику (енгл. Quantico). Стивен Пресфилд 2012. године бива уврштен у продукцијску кућу Црне Ирске књиге (енгл. Black Irish Books) са својим агентом Шоном Којном.

## Дела
- Легенда о Багеру Венсу (1995)
- Огњена капија (1998)
- Плиме рата (2000)
- Последња Амазонка (2002)
- Рат уметности (2002)
- Александар - Врлине рата (2004)
- Поход на Авганистан (2006)
- Лов на Ромела[7] (2008)
- Професија (2011)
- Ратник Итос (2011)
- Обави посао (2011)
- Ратник Итос (2011)
- Професионалац (2012)
- Лавља капија: У првим редовима-шест дана рата (2014)

## Серије
- Писање средом
- Оно што је потребно
- Ратник Итос
- То су глупа племена
- Ратне приче
- Креативни процес

## Рад на телевизији и филму
Пре објављивања свог првог дела, Пресфилд је писао сценарија за Холивудске филмове почевши од филма Живот Кинг Конга 1986. Потом радио је и на филму Изнад закона где је, између осталих глумио и Стивен Сигал. Године 1992. ради на на научно-фантастичном филму Фриџек где иѕмеђу осталих глуме Мик Џегер и Ентони Хопкинс. Џошуа Три (а.к.а. Војска једног) излази 1993. године.
По његовом роману Легенда о Бегеру Вансу, 2000. године излази истоимени филм у којем Мат Демон глуми професионалног голферског играца, а Вил Смит његовог животног водича.
Пресфилд је, такође учествовао и у документарцу Хистори канала (енгл. The History Channel) под називом Последњи отпор 300 (енгл. The Last of the 300). Као коментатор се опробао у једној епизоди на истом каналу у серији Одлучујућа битка (енгл. Decesive Battle) која прати живот Александра Великог јуна 30. 2004. године.